# 福建路桥
福建路桥，俗称老闸桥，是位于中国上海市区苏州河上的桥梁，桥北面为闸北区福建北路，桥南面为黄浦区福建中路，桥长97米，宽20米。

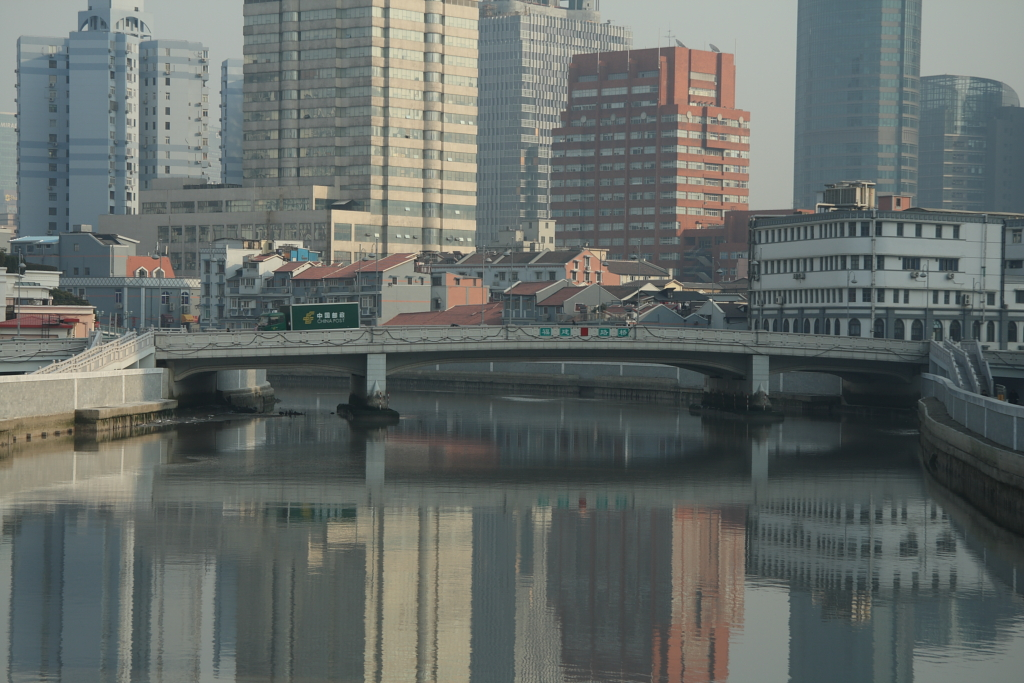
福建路桥现况

## 历史
福建路桥桥址处原为清康熙年间建造的一座三洞石闸，上设浮桥可供行人通过。同治三年（1864年），建成木桥，光绪十一年（1885年）6月，工部局将旧木桥拆除，新建一座7孔木桥，取名老闸桥，新桥于同年10月建成。民国35年（1946年）因旧桥毁损严重，遂将旧桥拆除重建成长长61.6米的新木结构桥，并更名福建路桥，1966年，木桥拆除，改建成长71.4米，宽11.58米的钢筋混凝土双曲拱桥，于1968年建成。因桥遭遇多次船撞事故而变为危桥，2001年，旧桥拆除。新桥2004年2月开工建设，2005年9月主桥面完工，期间因种种原因停工，新桥于2007年底竣工通车。